# 米高·巴斯圖斯
米高·費南迪斯·巴斯圖斯（葡萄牙語：Michel Fernandes Bastos；1983年8月2日—）是巴西的職業足球運動員，司職中場及後衛。他總共10次代表巴西國家隊上陣，並曾參加2010年世界盃足球賽，當時擔任左後衛。
巴斯圖斯曾效力法甲里爾、里昂、德甲史浩克04、阿聯酋艾恩、意甲羅馬等球隊。2014年8月，加盟巴西足球甲級聯賽的聖保羅足球會。

## 榮譽
- 里昂
  - 法國盃：2011–12[2]